# Muntanyes de Dong Phayayen
Les Muntanyes de Dong Phayayen (en tailandès ดงพญาเย็น), és una serra al centre de Tailàndia. És una extensió septentrional de les Muntanyes de Sankamphaeng, separant la plana del riu Chao Phraya de la Meseta de Khorat, a Tailàndia del Nord-est. Tenen una longitud de 170 quilòmetres, aproximadament, i limiten amb les Muntanyes de Phetchabun al nord.
Les muntanyes varien entre els 100 m als 900 m d'altitud, amb el Khao Phang Yai de 900 m com a punt més alt.

## Conjunt forestal de Dong Phayayen i Khao Yai
L'any 2005 el conjunt de les Muntanyes de Dong Phayayen i les Muntanyes de Sankamphaeng (en aquestes últimes es troba el famós Parc Nacional de Khao Yai, que fou el primer parc nacional de Tailàndia) va ser inscrit per la Unesco com a Patrimoni de la Humanitat sota el nom de Conjunt forestal de Dong Phayayen i Khao Yai.
Aquest complex forestal s'estén al llarg de 230 km, en direcció est-oest, des del Parc Nacional de Ta Phraya, situat no lluny de la frontera amb Cambodja, fins al Parc Nacional de Khao Yai. Alberga més de 800 espècies animals, entre les quals s'expliquen 112 de mamífers (amb dues classes de gibones), 392 d'aus i 200 de rèptils i amfibis, i revesteix una gran importància per a la conservació d'algunes que es troben amenaçades a nivell mundial. Entre aquestes últimes hi ha una en perill crític d'extinció, quatre amenaçades i dinou vulnerables. El complex forestal posseeix un abundant nombre d'ecosistemes importants de bosc tropical susceptibles d'oferir un hàbitat viable per a la supervivència d'aquestes espècies animals a llarg termini.
El conjunt inclou 6155 km² de zones protegides com el Parc Nacional de Ta Phraya en el límit amb Cambodja, el Parc Nacional de Thap Lan, el Parc Nacional de Pangsida, el Parc Nacional de Phra Phutthachai i la Reserva Natural de Dongyai.

## Galeria d'imatges

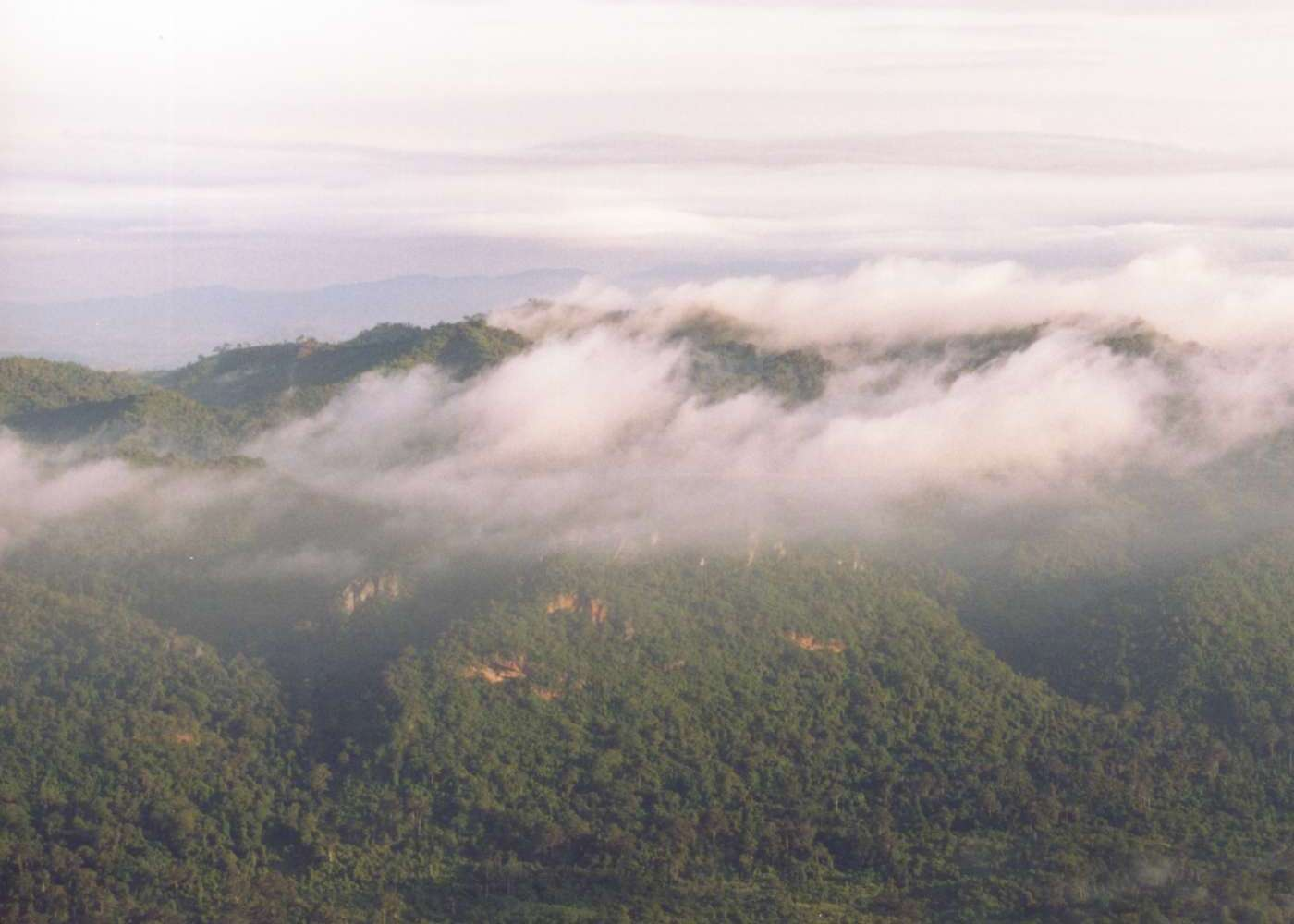
La cresta Luak amb boira del matí
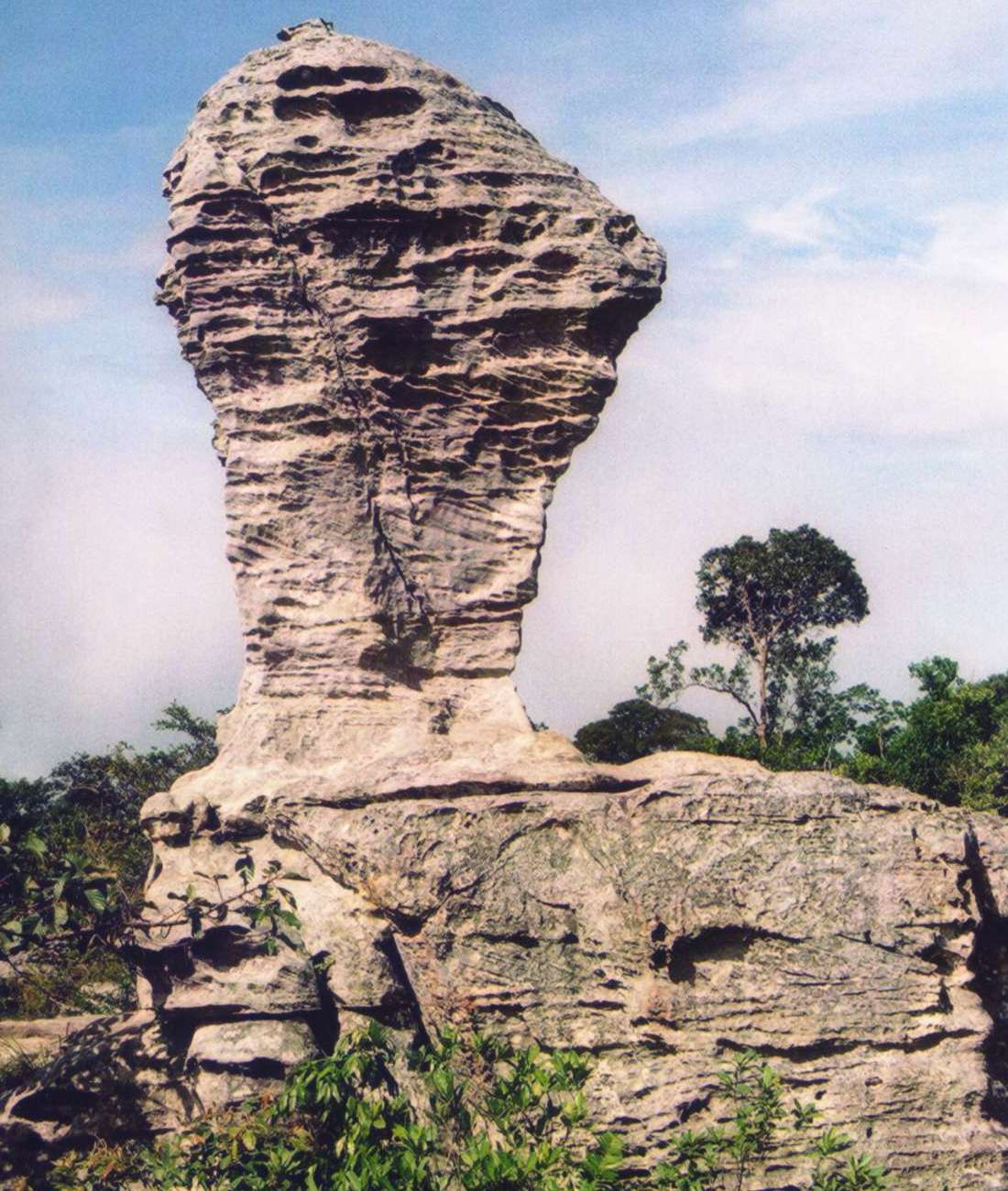
Formacions rocoses al Pa Hin Ngam National Park
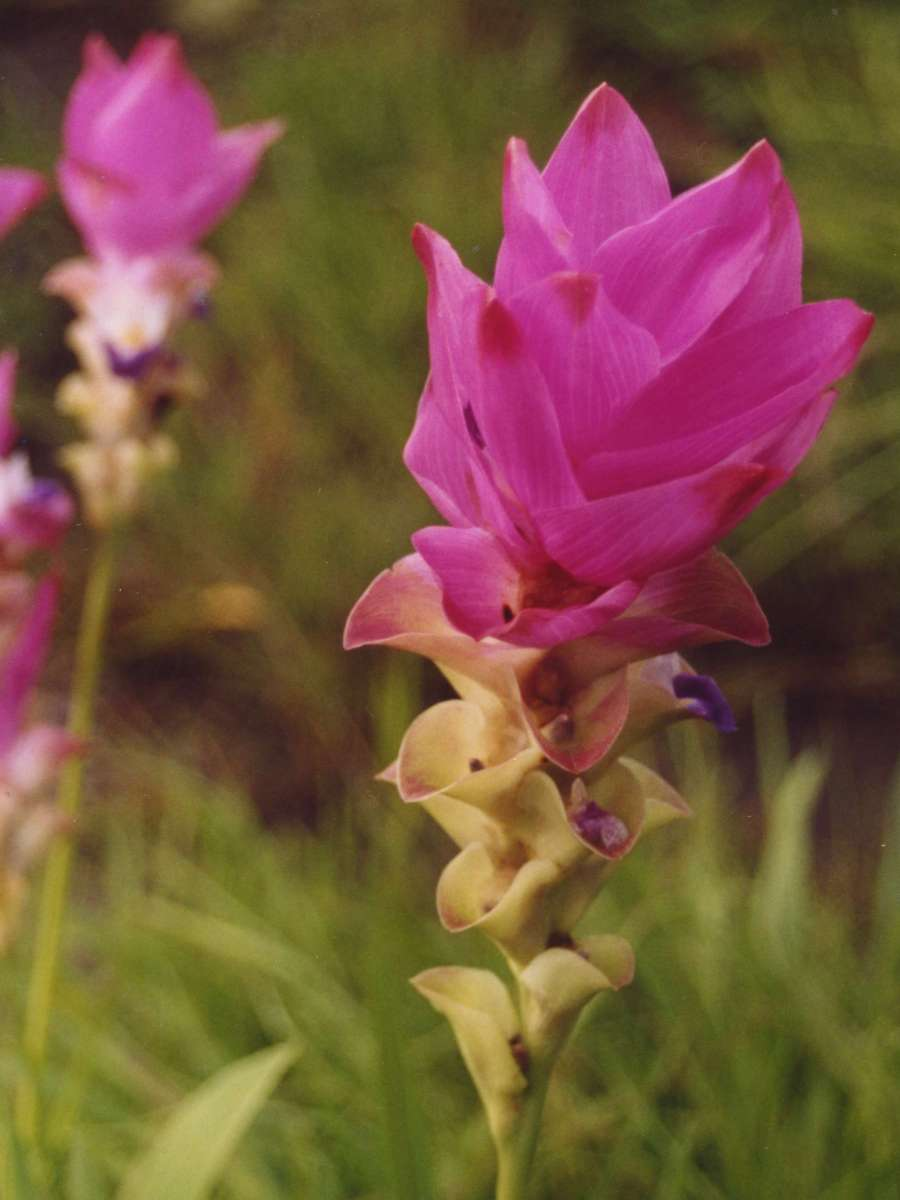
tulipa de Tailàndia al Pa Hin Ngam National park
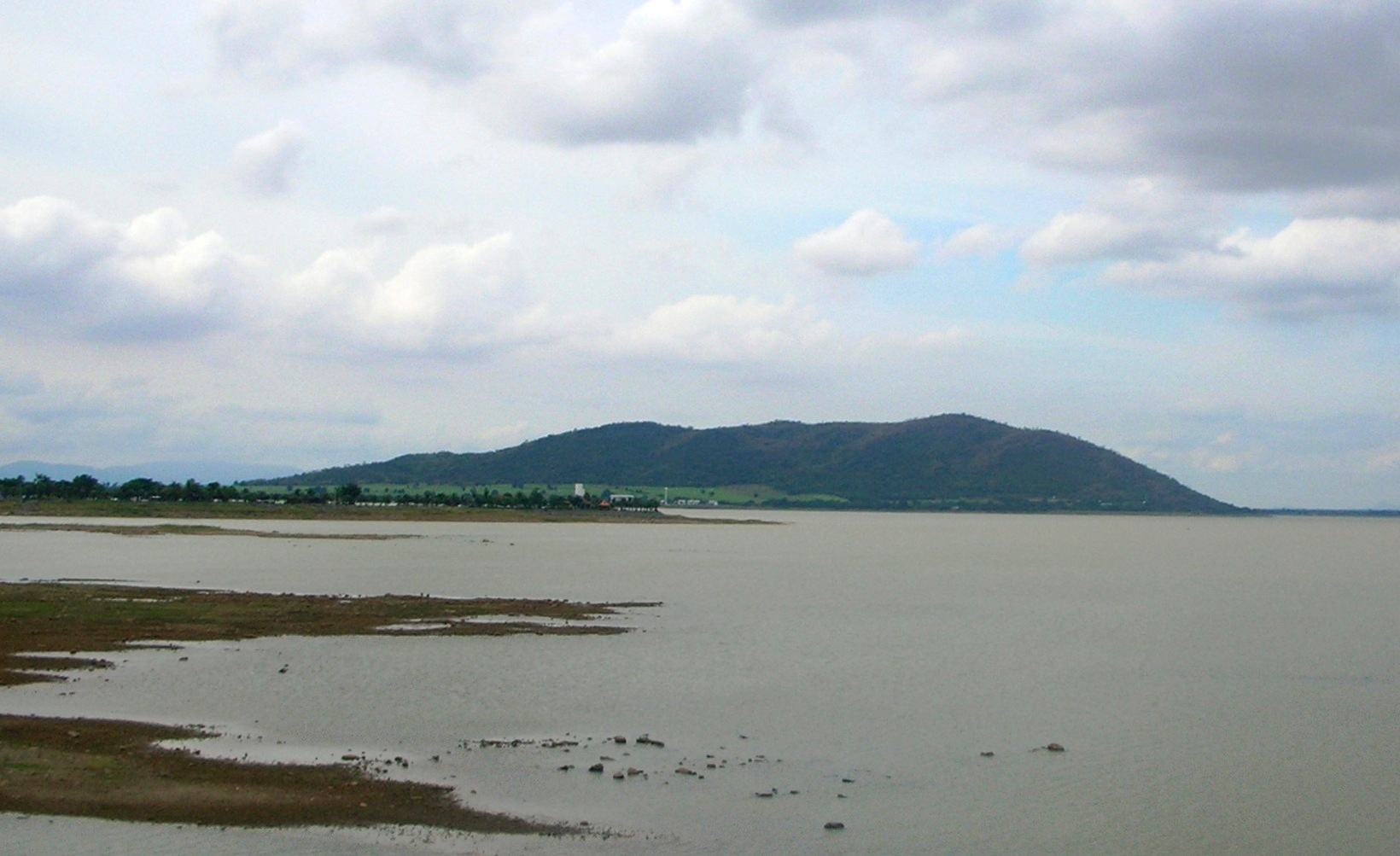
Khao Kok Tako i el Pa Sak Cholasit